# مفون أودوكا
مفون أودوكا (بالإنجليزية: Mfon Udoka) مواليد 16 يونيو 1976 في بورتلاند، هي لاعبة كرة سلة أمريكية معتزلة أصبحت مدربة. مثلت منتخب بلادها. شاركت في دورة الألعاب الأولمبية الصيفية سنة 2004.

## المسيرة الاحترافية
لعبت مع ديترويت شوك في سنة 1998، ثم لعبت مع هيوستن كومتز في سنة 2003، ثم لعبت مع لوس أنجلوس سباركس في سنة 2004.

## سجل المنافسة
شاركت في المنافسات التالية:
- الألعاب الأولمبية الصيفية 2004
- كأس العالم لكرة السلة للسيدات 2006

## روابط خارجية
- مفون أودوكا على موقع الاتحاد الدولي لكرة السلة (الإنجليزية)
- مفون أودوكا على موقع الاتحاد الوطني لكرة السلة النسائية (الإنجليزية)
- مفون أودوكا على موقع كلية كرة السلة في سبورتس رفرنس.كوم (الإنجليزية)
- مفون أودوكا على موقع بروبوليرز (الإنجليزية)
- مفون أودوكا على موقع سبورتس رفرنس (الإنجليزية)
- مفون أودوكا على موقع سبورتس رفرنس (الإنجليزية)
- مفون أودوكا على موقع اللجنة الأولمبية الدولية (الإنجليزية)
- مفون أودوكا على موقع أوليمبيديا (الإنجليزية)